# Madeleine L'Engle
Madeleine L'Engle, née le 29 novembre 1918 à New York et morte le 6 septembre 2007 à Litchfield dans le Connecticut, est une écrivaine américaine spécialisée dans la littérature pour les adolescents.

## Œuvres
Quelques ouvrages de Madeleine L'Engle ont été traduits en français.

### Kairos
- Première génération (Murry) (Time Quintet (en))
  - (en) Madeleine Engle, A Wrinkle in Time, New York, Farrar, Straus, and Giroux, 1962, 203 p. (ISBN 0-374-38613-7) (Médaille Newbery) Madeleine Engle, Un raccourci dans le temps, Paris, Pocket Jeunesse, 1998, 254 p. (ISBN 978-2-266-08159-7) (adapté pour la télévision sous le titre Les Aventuriers des mondes fantastiques et au cinéma en 2018 sous le même titre que le roman)
  - (en) Madeleine Engle, A Wind in the door, New York, Farrar, Straus and Giroux, 1973, 211 p. (ISBN 0-374-38443-6) Madeleine Engle, Le vent dans la porte, Paris, Pocket, 1999, 267 p. (ISBN 978-2-266-08161-0)
  - (en) Madeleine Engle, A Swiftly Tilting Planet, New York, NY, Square Fish/Farrar, Straus and Giroux, 1978 (ISBN 0374373620) Madeleine Engle (trad. de l'anglais), Une terre à la dérive, Paris, Pocket, 1999, 329 p. (ISBN 2-266-08160-8)
  - (en) Madeleine Engle, Many waters, New York, Farrar, Straus, Giroux, 1986, 310 p. (ISBN 0-374-34796-4)
  - (en) Madeleine Engle, An acceptable time, New York, Farrar Straus Giroux, 1989 (ISBN 0-374-30027-5)
- Seconde génération (O'Keefe)
  - (en) Madeleine Engle, The arm of the starfish, New York, Farrar, Straus and Giroux, 1965, 243 p. (ISBN 0-374-30396-7)
  - (en) Madeleine Engle, Dragons in the waters, New York, Farrar, Straus, Giroux, 1976 (ISBN 0-374-31868-9)
  - (en) Madeleine Engle, A House Like a Lotus, New York, Farrar, Straus, Giroux, 1984, 307 p. (ISBN 0-374-33385-8)

### Chronos
- (en) Madeleine Engle, Meet the Austins, New York, Farrar, Straus Giroux, 1997 (1re éd. 1960), 216 p. (ISBN 0-374-34929-0)
- (en) Madeleine Engle, The moon by night, New York, Ariel Books, 1963, 218 p. (ISBN 0-374-35049-3)
- (en) Madeleine Engle, The young unicorns, New York, Farrar, Straus and Giroux, 1968, 245 p. (ISBN 0-374-38778-8)
- (en) Madeleine Engle, A ring of endless light, New York, Farrar, Straus, Giroux, 1980, 324 p. (ISBN 0-374-36299-8) (Newbery Honor Book)
- (en) Madeleine Engle, The anti-muffins, New York, Pilgrim Press, 1980 (ISBN 0-8298-0415-3)
- (en) Madeleine Engle, The twenty-four days before Christmas : an Austin family story, Wheaton, Ill, H. Shaw Publishers, 1984 (ISBN 0-87788-843-4)
- (en) Madeleine Engle, Troubling a star, New York, Farrar, Straus, Giroux, 1994, 296 p. (ISBN 0-374-37783-9)
- (en) Madeleine Engle, A full house : an Austin family Christmas, Wheaton, Ill, Harold Shaw Publishers, 1999, 44 p. (ISBN 0-87788-020-4)

### Autres fictions
Série Katherine Forrester :
- (en) Madeleine Engle, The small rain, New York, Farrar, Straus, Giroux, 1984 (1re éd. 1945) (ISBN 0-374-26637-9)
- (en) Madeleine Engle, A severed wasp, New York, Farrar, Straus, Giroux, 1982, 289 p. (ISBN 0-374-26131-8)

Camilla Dickinson:
- (en) Madeleine Engle, Camilla Dickinson : a novel, New York, Delacorte Press, 1981 (1re éd. 1951) (ISBN 0-440-01020-9), Réédition:

Camilla
- (en) Madeleine Engle, A live coal in the sea, New York, Farrar, Straus, and Giroux, 1996 (ISBN 0-374-18989-7)

Ouvrages séparés:
- (en) Madeleine L'Engle, Ilsa, New York, The Vanguard press, 1946 (OCLC 1646512, lire en ligne)
- (en) Madeleine Engle, And both were young, New York, Dell, 1983 (1re éd. 1949), 241 p. (ISBN 0-440-90229-0, présentation en ligne)
- (en) Madeleine Engle, A winter's love, New York, Ballantine, 1984 (1re éd. 1957) (ISBN 0-345-30644-9)
- (en) Madeleine Engle, The Love letters, New York ., Farrar, Straus and Giroux, 1966 (OCLC 288686, LCCN 66020170) Révisé et réédité : (en) Madeleine Engle, Love letters, Wheaton, Ill, Harold Shaw Publishers, 1996, 302 p. (ISBN 0-87788-528-1)
- (en) Madeleine Engle, The other side of the sun, New York, Farrar, Straus & Giroux, 1971 (ISBN 0-374-22805-1)
- Dance in the Desert (1969, 1988),  (ISBN 0-374-41684-2)
- (en) Madeleine Engle, Certain women, New York, Farrar, Straus, Giroux, 1992 (réimpr. 1996), 351 p. (ISBN 0-374-12025-0)
- (en) Madeleine Engle, The joys of love, New York, Farrar Straus Giroux, 2008, 255 p. (ISBN 978-0-374-33870-1 et 0-374-33870-1)

### The Crosswicks Journals
- (en) Madeleine Engle, A circle of quiet, New York, Farrar, Straus and Giroux, 1972, 245 p. (ISBN 0-374-12374-8)
- (en) Madeleine Engle, The summer of the great-grandmother, New York, Farrar, Straus and Giroux, 1974 (ISBN 0-374-27174-7)
- (en) Madeleine Engle, The irrational season, New York, Farrar, Straus and Giroux, 1987 (1re éd. 1977) (ISBN 0-374-17733-3)
- (en) Madeleine Engle, Two-part invention : the story of a marriage, New York, Farrar, Straus & Giroux, 1988 (ISBN 0-374-28020-7)

### The Genesis Trilogy
- (en) Madeleine Engle, And it was good, reflections on beginnings, Wheaton, Ill, H. Shaw Publishers, 1983, 213 p. (ISBN 0-87788-046-8)
- (en) Madeleine Engle, A stone for a pillow, Wheaton, Ill, H. Shaw, 1986, 240 p. (ISBN 0-87788-789-6)
- (en) Madeleine Engle, Sold into Egypt : Joseph's journey into human being, Wheaton, Ill, H. Shaw Publishers, 1989, 235 p. (ISBN 0-87788-766-7)

### Poésie
- Lines Scribbled on an Envelope (1969)
- The Weather of the Heart (1978)
- A Cry Like a Bell (1987)
- The Ordering of Love: The New and Collected Poems of Madeleine L'Engle (2005) (includes reprints from the above)

### Enfants
- L'autre petit chien (2001)

### Religion, arts, et autobiographie
- (en) Madeleine Engle, Walking on water : reflections on faith and art, Wheaton, Ill, H. Shaw, 1998 (1re éd. 1982), 227 p. (ISBN 0-87788-896-5)
- (en) Madeleine Engle, The glorious impossible, New York, Simon and Schuster Books for Young Readers, 1990, 64 p. (ISBN 0-671-68690-9 et 978-0-671-68690-1)
- (en) Madeleine Engle, The rock that is higher : story as truth, Wheaton, Ill, H. Shaw Publishers, 1993, 296 p. (ISBN 0-87788-726-8, LCCN 92024204, présentation en ligne)
- (en) Madeleine Engle, Penguins + golden calves : icons and idols, Wheaton, IL, H. Shaw, 1996 (réimpr. 2003) (ISBN 0-87788-631-8, présentation en ligne)
- (en) Madeleine Engle, Friends for the journey : two extraordinary women celebrate friendships made and sustained through the seasons of life, Ann Arbor, Mich, Vine Books/Servant Publications, 1997 (ISBN 0-89283-986-4)
- (en) Madeleine Engle, Bright evening star : mystery of the Incarnation, Wheaton, Ill, H. Shaw, 1997 (réimpr. 2001), 165 p. (ISBN 0-87788-079-4)
- (en) Madeleine -Engle, Madeleine L'Engle herself : reflections on a writing life : Compiled by Carole Chase, Colorado Springs, Colo, Shaw, 2001, 377 p. (ISBN 0-87788-157-X)

## Prix et distinctions
- 1963 : Médaille Newbery pour A Wrinkle of Time (Un raccourci dans le temps)
- 1964 : (international) « Runner-Up List »[2], de l' IBBY, pour A Wrinkle of Time (Un raccourci dans le temps)
- 1997 : « Grand Maître » Prix World Fantasy
- 1998 : Margaret Edwards Award
- 2004 : National Humanities Medal

## Hommage
Depuis 2013, un cratère de la planète Mercure est nommé L'Engle en son honneur.

## Adaptations de son œuvre

### Au cinéma
- Un raccourci dans le temps, d'après son roman éponyme, réalisé par Ava DuVernay, 2018.

### A la télévision
- Les Aventuriers des mondes fantastiques, d'après son roman Un raccourci dans le temps,  réalisé par John Kent Harrison, 2003.

### En bande dessinée
- A Wrinkle in Time, dessins de Hope Larson, d'après son roman éponyme, Farrar, Straus and Giroux, 2012.